# Gasteracantha cancriformis
Gasteracantha cancriformis és una espècie d'aranya araneomorfa de la família Araneidae la tela de la qual presenta estabiliments discontinus en les vores.